# Zsigmond Ács
Zsigmond Ács (n. 24 aprilie 1824, Laskó – d. 15 februarie 1898, Laskó) a fost un scriitor, traducător maghiar, fratele lui Gedeon Ács.